# Contubernium
Contubernium (łac. cum 'z' + taberna 'chata') — trwały i prawnie dopuszczalny związek między niewolnikami lub osobą wolną i niewolnikiem w prawie rzymskim. Contubernium było związkiem czysto faktycznym, niewywołującym jakichkolwiek skutków prawnych. Dzieci pochodzące z takiego związku stawały się własnością właściciela niewolnicy. Rozdzielania członków jednej rodziny niewolniczej poprzez ich sprzedaż różnym właścicielom zabronił Konstantyn Wielki w 325 roku.
Według Senatus consultum Claudianum z 52 r. wolna kobieta współżyjąca z niewolnikiem wbrew woli jego właściciela traciła wolność. Dopuszczalna była umowa z właścicielem, że na jego własność przechodzą tylko dzieci z takiego związku. Hadrian zabronił takich umów, dzieci były wolne, o ile właściciel zgadzał się na taki związek. Kodeks Justyniana odwołał to Senatus Consultum.
Lex Aelia Sentia uznawała za słuszną przyczynę wyzwolenie swego syna lub córki, naturalnego brata lub siostry zrodzonych z takiego związku.